# 黃智姍
黃智姍（英語：Huang Zhisheng），新北市汐止人，時代力量黃國昌立委汐止服務處秘書，曾任蓮新獅子會，喜悅獅子會，新北市里長服務協會的顧問，汐止警友辦事處的顧問，汐止義消中隊的顧問，汐止義警中隊的顧問。2018年7月，代表時代力量參選新北市議員（汐止區、萬里區、金山區）。

## 選舉
- 應選出名額：4席 ，含婦女保障名額：1席
- 選舉人數：200,813
- 投票數（投票率）：123,764（61.63%）
- 有效票（比率）：119,658（96.68%），無效票（比率）：4,106（3.32%）

| 號次 | 候選人 | 性別 | 政黨       | 得票數 | 得票率 | 當選標記 |
| ---- | ------ | ---- | ---------- | ------ | ------ | -------- |
| 1    | 黃瑞傳 | 男   | 無黨籍     | 1,911  | 1.60%  |          |
| 2    | 白珮茹 | 女   | 中國國民黨 | 32,605 | 27.25% |          |
| 3    | 張錦豪 | 男   | 民主進步黨 | 19,028 | 15.90% |          |
| 4    | 黃智姍 | 女   | 時代力量   | 12,024 | 10.05% |          |
| 5    | 廖先翔 | 男   | 中國國民黨 | 28,204 | 23.57% |          |
| 6    | 唐瓔庭 | 男   | 無黨籍     | 3,877  | 3.24%  |          |
| 7    | 李忠寶 | 男   | 無黨籍     | 1,263  | 1.06%  |          |
| 8    | 周雅玲 | 女   | 民主進步黨 | 20,746 | 17.34% |          |

## 外部連結
- （繁體中文） 黃智姍 溫暖傾聽・勇敢改變的Facebook專頁
- （繁體中文） 時代力量新北黨部的Facebook專頁
- （繁體中文） 時代力量的Facebook專頁